# Danh sách bài hát về Thăng Long – Hà Nội
Dưới đây là những ca khúc của tân nhạc Việt Nam về Thăng Long xưa và Hà Nội nay.
Không có trong danh sách này những ca khúc chỉ nhắc sơ qua đến tên Thăng Long, Đông Đô hay Hà Nội, dù là trong tựa đề. Ít nhất Hà Nội (cảnh quan, con người, văn hóa, ký ức Hà Nội) phải là chủ thể của bài hát hay được nhắc đến ít nhất trong 2/3 bài hát.

## Danh sách
| Tên ca khúc                                          | Nhạc sĩ sáng tác                                      | Năm sáng tác | Ca sĩ thể hiện                                                                                       | Ghi chú                                                            |
| ---------------------------------------------------- | ----------------------------------------------------- | ------------ | --- | ------------------------------------------------------------------ |
| Anh có nghe thấy không                               | Hữu Xuân / Lê Thảo Quỳnh                              | 2004         | Ngọc Tân, Nhật Trung                                                                                 |                                                                    |
| Áo cũ dây phơi                                       | Nguyễn Tuấn                                           |              | Nguyễn Tuấn                                                                                          |                                                                    |
| Áo trắng em qua                                      | Lê Minh Sơn                                           | 2008         | Ngọc Khuê                                                                                            |                                                                    |
| Ba Đình nắng                                         | Bùi Công Kỳ / Vũ Hoàng Định                           |              | Trần Khánh, Trần Thụ, Tuấn Phong                                                                     |                                                                    |
| Bài ca của một người Hà Nội                          | Huy Du                                                |              | Trần Khánh                                                                                           |                                                                    |
| Bài ca Hà Nội                                        | Vũ Thanh                                              |              | Tuyết Thanh, Kiều Hưng, Lê Dung, Trọng Tấn, Lan Anh, Mỹ Linh                                         |                                                                    |
| Bài ca sông Hồng                                     |                                                       | 2003         | Bức Tường                                                                                            |                                                                    |
| Bản tango Hà Nội                                     | Diệp Minh Tuyền                                       |              | Thế Sơn                                                                                              |                                                                    |
| Bâng khuâng phố cổ                                   | Quỳnh Hợp / Mai Hữu Tước                              |              | Tùng Dương                                                                                           |                                                                    |
| Bất chợt Sài Gòn nhớ Hà Nội                          | Thiên Lý / Trần Vĩnh                                  | 2010         | Thiên Lý, Khánh Vân                                                                                  |                                                                    |
| Bên em đêm Hà Nội                                    | Đỗ Tuấn                                               |              | Trọng Tấn                                                                                            |                                                                    |
| Bên dòng sông Cái                                    | Phó Đức Phương                                        |              | Tùng Dương, Lan Hương, Minh Thư                                                                      |                                                                    |
| Bồ câu hạt thóc                                      | Nguyễn Tuấn                                           |              | Thái Thùy Linh                                                                                       |                                                                    |
| Cảm giác yêu                                         | Nguyễn Vĩnh Tiến                                      |              | Ngọc Khuê                                                                                            |                                                                    |
| Cảm ơn Hà Nội                                        | Nguyễn Lê Tâm                                         |              | Đức Long                                                                                             |                                                                    |
| Cảm xúc tháng Mười                                   | Nguyễn Thành / Tạ Hữu Yên                             |              | Lê Dung, Quang Thọ                                                                                   |                                                                    |
| Chào Hà Nội 1000 năm                                 | Hữu Xuân                                              |              | |                                                                    |
| Chào Thăng Long, chào Hà Nội                         | Hoàng Vân / Lê Anh Xuân                               |              | Quốc Hương                                                                                           |                                                                    |
| Chào Thăng Long Hà Nội ngàn năm tuổi                 | Hữu Xuân                                              |              | Tùng Dương                                                                                           |                                                                    |
| Chiến thắng xuân Kỷ Dậu                              | Xuân Điềm / Nguyễn Duy                                |              | Khánh Ly, Thanh Mai, Duy Quang                                                                       |                                                                    |
| Chiều Hà Nội                                         | Vũ Quang Trung                                        |              | Mỹ Linh, Tam ca Áo Trắng                                                                             |                                                                    |
| Chiều hồ Gươm                                        | Trần Thụ                                              |              | Hồng Nhung                                                                                           |                                                                    |
| Chiều hồ Gươm                                        | Đặng An Nguyên                                        |              | Lê Dung                                                                                              |                                                                    |
| Chiều mưa Hà Nội                                     | Nguyễn Tiến                                           |              | Ý Lan, Lam Trường, Nguyên Khang, Hồ Quỳnh Hương...                                                   |                                                                    |
| Chiều phủ Tây Hồ                                     | Phú Quang / Thái Thăng Long                           |              | Lê Dung, Ngọc Anh, Diễm Liên, Ái Vân, Thanh Lam, Lệ Quyên                                            |                                                                    |
| Con đường hoa sấu                                    | Hữu Xuân / Đinh Trần Toán                             |              | Nhật Trung                                                                                           |                                                                    |
| Cô thợ nề thủ đô                                     | Lưu Bách Thụ                                          |              | Thanh Hoa, Ngọc Bé                                                                                   |                                                                    |
| Có một chiều như thế hồ Gươm                         | Tân Huyền                                             |              | Bảo Yến                                                                                              |                                                                    |
| Có phải em mùa thu Hà Nội ?                          | Trần Quang Lộc / Tô Như Châu                          | 1972         | Hồng Nhung, Thu Phương, Thái Thanh, Khánh Ly, La Sương Sương,...                                     |                                                                    |
| Có phải Hà Nội là em ?                               |                                                       |              | |                                                                    |
| Cốm làng Vòng                                        | Lê Minh Sơn                                           | 2008         | Ngọc Khuê                                                                                            |                                                                    |
| Cửa ô nhịp phố                                       | Trương Ngọc Ninh                                      |              | Hồ Quỳnh Hương                                                                                       |                                                                    |
| Dương cầm thu không em                               | An Thuyên                                             |              | Trọng Tấn, Lê Anh Dũng                                                                               |                                                                    |
| Đêm mùa đông Hà Nội                                  | Hoàng Phúc Thắng                                      |              | Thùy Dung                                                                                            |                                                                    |
| Đêm Hà Nội nhớ                                       | Trần Viết Tân                                         |              | Thanh Lam                                                                                            |                                                                    |
| Đêm hồ Gươm                                          | Trần Hoàn                                             |              | Thanh Lam                                                                                            |                                                                    |
| Đêm tựa cửa                                          | Ngọc Đại / Vi Thùy Linh                               |              | Ngọc Khuê                                                                                            |                                                                    |
| Đi trong Hà Nội                                      | Trang                                                 |              | Trang                                                                                                |                                                                    |
| Đông về trên phố                                     | Tố Nga                                                |              | Ngọc Ánh                                                                                             |                                                                    |
| Đoản khúc thu Hà Nội                                 | Trịnh Công Sơn                                        |              | Hồng Nhung, Vũ Khanh, Trịnh Vĩnh Trinh, Lô Thủy, Quang Lý,...                                        |                                                                    |
| Em bé Hà Nội                                         | Hoàng Vân                                             |              | |                                                                    |
| Em dạo này                                           | Vũ Đinh Trọng Thắng                                   |              | Ngọt                                                                                                 |                                                                    |
| Em Hà Nội                                            | Nguyễn Tuấn / Phan Thành Tài                          |              | Đoan Trang                                                                                           |                                                                    |
| Em Hà Nội                                            | Phạm Nguyên Anh / Hoàng Anh Tuấn                      |              | Như Mai                                                                                              |                                                                    |
| Em ơi Hà Nội phố                                     | Phú Quang / Phan Vũ                                   |              | Hồng Nhung, Tuấn Ngọc, Bằng Kiều, Cẩm Vân, Thanh Lam, Lê Dung, Lệ Thu...                             |                                                                    |
| Em yêu Hà Nội                                        | Hoàng Vân                                             |              | |                                                                    |
| Gánh hàng hoa                                        | An Hiếu                                               |              | Hoàng Nghiệp                                                                                         |                                                                    |
| Gặp nhau giữa trời thu Hà Nội                        | Phạm Tuyên                                            |              | |                                                                    |
| Giấc mơ Hà Nội                                       | Y Vân - Y Vũ                                          |              | Khánh Ly                                                                                             |                                                                    |
| Giấc mơ hồi hương                                    | Vũ Thành                                              |              | Thái Thanh, Lệ Thu, Khánh Hà, Ngọc Hạ, Trần Đức,...                                                  |                                                                    |
| Gò Đống Đa                                           | Văn Cao                                               | 1942         | |                                                                    |
| Gọi tôi Hà Nội                                       | Trịnh Minh Hiền                                       |              | Ngọc Khuê                                                                                            |                                                                    |
| Gửi nắng về Hà Nội                                   |                                                       |              | Nam Hải                                                                                              |                                                                    |
| Gửi người em gái                                     | Đoàn Chuẩn                                            |              | Ngọc Bảo, Trần Hiếu, Hồng Nhung                                                                      |                                                                    |
| Gửi người Hà Nội                                     |                                                       |              | Nhóm Lá Xanh                                                                                         |                                                                    |
| Gửi về Hà Nội-Sài Gòn                                | Phạm Vũ                                               |              | Mai Hương                                                                                            |                                                                    |
| Gươm tráng sĩ                                        | Phạm Duy                                              | 1944         | |                                                                    |
| Hà Nội                                               | Ngô Nguyễn Trần / Tâm Thơ                             | 2008         | Ngọc Ánh                                                                                             |                                                                    |
| Hà Nội                                               | Nguyễn Vĩnh Tiến                                      | 2008         | Ngọc Khuê, Thùy Chi                                                                                  |                                                                    |
| Hà Nội hip hop                                       | Ngô Tự Lập                                            |              | Ngô Hồng Quang                                                                                       |                                                                    |
| Hà Nội-Huế-Sài Gòn                                   | Hoàng Vân / Lê Nguyên                                 | 1960         | Thanh Huyền, Anh Thơ                                                                                 |                                                                    |
| Hà Nội 12 mùa hoa                                    | Giáng Son                                             |              | Thu Phương, Dương Hoàng Yến                                                                          |                                                                    |
| Hà Nội 49                                            | Trần Văn Nhơn                                         | 1949         | Duy Trác, Khánh Ly, Mai Hoa                                                                          |                                                                    |
| Hà Nội cà phê ơi                                     | Đình Văn / Nguyễn Đình                                | 2004         | Đàm Vĩnh Hưng                                                                                        |                                                                    |
| Hà Nội chiều                                         | Bùi Trọng Nghĩa                                       |              | Khánh Ly                                                                                             |                                                                    |
| Hà Nội có em                                         | Minh Nhiên                                            |              | Hồng Ngọc, Quang Dũng                                                                                |                                                                    |
| Hà Nội của bố                                        | Nguyễn Đăng Khoa / Nguyễn Hoàng Long / Võ Việt Phương |              | Tam ka PKL (KraziNoyze, EmceeL và JGKiD)                                                             |                                                                    |
| Hà Nội của tôi                                       | Kim Dung / Văn Dung                                   |              | Ngọc Anh                                                                                             |                                                                    |
| Hà Nội của tôi                                       | Tiến Minh                                             |              | Mai Diệu Ly                                                                                          |                                                                    |
| Hà Nội của ta                                        | Vĩnh Cát                                              |              | Trọng Tấn                                                                                            |                                                                    |
| Hà Nội của tôi ơi                                    | Lê Minh Sơn                                           | 2010         | Tùng Dương                                                                                           |                                                                    |
| Hà Nội cũ                                            | Nguyễn Thành Trung                                    |              | Mai Diệu Ly                                                                                          |                                                                    |
| Hà Nội đêm                                           | An Thuyên / Phú Bắc                                   |              | Dương Tùng Lâm                                                                                       |                                                                    |
| Hà Nội đêm mùa đông                                  | Hoàng Phúc Thắng                                      |              | Ngọc Khuê                                                                                            |                                                                    |
| Hà Nội đêm trở gió                                   | Trọng Đài / Chu Lai                                   |              | Mỹ Linh, Hồng Nhung, Vũ Khanh, Ngọc Hạ, Đàm Vĩnh Hưng,...                                            |                                                                    |
| Hà Nội-Điện Biên Phủ                                 | Phạm Tuyên                                            | 1972         | |                                                                    |
| Hà Nội em                                            | Trần Viết Tân                                         |              | Hồng Nhung                                                                                           |                                                                    |
| Hà Nội, em và mùa xuân                               | Quốc Dũng                                             |              | Bảo Yến, Mỹ Lệ, Quang Linh                                                                           |                                                                    |
| Hà Nội giờ tan tầm                                   | Nguyễn Trọng Đức / Trần Minh Phương / Quách Văn Thơm  |              | Da LAB                                                                                               |                                                                    |
| Hà Nội gọi trả thù                                   | Mộng Lân                                              |              | |                                                                    |
| Hà Nội hoài thương                                   | Phạm Vũ                                               |              | Kim Tước                                                                                             |                                                                    |
| Hà Nội kỷ niệm suốt đời tôi                          | Tuấn Phong                                            |              | Tuấn Phong                                                                                           |                                                                    |
| Hà Nội linh thiêng, hào hoa                          | Lê Mây                                                |              | Trọng Tấn                                                                                            |                                                                    |
| Hà Nội mùa hoa phượng                                | Nguyễn Thành An                                       |              | Tấn Minh                                                                                             |                                                                    |
| Hà Nội mùa hoa sữa                                   | Nguyễn Chí Vũ                                         |              | Tiến Hỉ                                                                                              |                                                                    |
| Hà Nội mùa lá bay                                    | Hữu Xuân                                              |              | Ngọc Tân, La Sương Sương                                                                             |                                                                    |
| Hà Nội mùa này sấu chín chưa em                      |                                                       |              | Tấn Minh                                                                                             |                                                                    |
| Hà Nội mùa thay màu lá                               | Nguyễn Thừa Thiên                                     | 2017         | Nguyễn Thừa Thiên                                                                                    |                                                                    |
| Hà Nội mùa thu                                       | Vũ Thanh                                              |              | Mỹ Linh, Thùy Dung, Đăng Dương, Trọng Tấn                                                            |                                                                    |
| Hà Nội mùa thu sớm                                   | Mai Lâm                                               |              | Mỹ Linh, Vũ Khanh                                                                                    |                                                                    |
| Hà Nội mùa vắng những cơn mưa                        | Trương Quý Hải / Bùi Thanh Tuấn                       | 1993         | Cẩm Vân, Hồng Nhung, Mỹ Linh, Ngọc Tân, Thu Phương, Khánh Hà, Vũ Khanh, Trần Thái Hòa, Lâm Nhật Tiến |                                                                    |
| Hà Nội mùa xuân                                      | Văn Ký                                                |              | Thanh Lan, Bích Vượng, Lan Anh                                                                       |                                                                    |
| Hà Nội ngàn năm                                      | KraziNoyze / Novalane                                 |              | KraziNoyze, Novalane                                                                                 |                                                                    |
| Hà Nội ngày ấy                                       | Trần Tiến                                             |              | Trần Tiến, Trần Thu Hà                                                                               |                                                                    |
| Hà Nội ngày chia xa                                  | Hữu Xuân / Lê Kim Thành                               |              | Ngọc Tân                                                                                             |                                                                    |
| Hà Nội ngày tháng cũ                                 | Song Ngọc                                             |              | Sĩ Phú, Vũ Khanh, Khánh Hà, Ngọc Hạ, Thùy Dương, Minh Quân, Thu Phương                               |                                                                    |
| Hà Nội ngày trở về                                   | Phú Quang / Doãn Thanh Tùng                           |              | Thu Phương                                                                                           |                                                                    |
| Hà Nội nhớ                                           | Ngọc Sơn                                              |              | Ngọc Sơn                                                                                             |                                                                    |
| Hà Nội những công trình                              | Quốc Trường                                           |              | Tiến Thành                                                                                           |                                                                    |
| Hà Nội những đêm không ngủ                           | Phạm Tuyên                                            |              | Trần Hiếu                                                                                            |                                                                    |
| Hà Nội những kỷ niệm trong tôi                       | Doãn Bông                                             |              | Quý Dương, Tấn Minh                                                                                  |                                                                    |
| Hà Nội những năm 2000                                | Trần Tiến                                             |              | Quang Linh, Phương Thanh                                                                             |                                                                    |
| Hà Nội niềm tin và hy vọng                           | Phan Nhân                                             | 1972         | Trần Khánh, Đăng Dương...                                                                            |                                                                    |
| Hà Nội, nơi tìm về                                   | Lê Thành Trung                                        |              | |                                                                    |
| Hà Nội ở Sài Gòn                                     | Trang                                                 |              | Trang                                                                                                |                                                                    |
| Hà Nội ơi, thầm hát trong tôi                        | Phạm Minh Tuấn                                        |              | Ngọc Tân, Hồng Nhung                                                                                 |                                                                    |
| Hà Nội phố                                           | Hà Okio                                               |              | Hà Okio                                                                                              |                                                                    |
| Hà Nội phố xuân                                      | Quỳnh Hợp / Nguyễn Nho Khiêm                          |              | Hoàng Hải                                                                                            |                                                                    |
| Hà Nội Pride                                         | KraziNoyze / Novalane                                 |              | KraziNoyze, Novalane                                                                                 |                                                                    |
| Hà Nội-Sài Gòn                                       | KraziNoyze / Novalane                                 |              | KraziNoyze, Novalane                                                                                 |                                                                    |
| Hà Nội thu                                           | Hữu Xuân / Thái Thăng Long                            |              | Nhật Trung                                                                                           |                                                                    |
| Hà Nội thu nhớ                                       | Phạm Vinh                                             |              | Tuấn Ngọc                                                                                            |                                                                    |
| Hà Nội tình yêu tôi                                  | An Thuyên                                             |              | Trọng Tấn, Lê Anh Dũng                                                                               |                                                                    |
| Hà Nội tôi                                           | Nguyễn Cường                                          |              | Tùng Dương                                                                                           |                                                                    |
| Hà Nội tôi đi trong tiếng hát                        | Nguyên Nhung                                          |              | Tường Vi                                                                                             |                                                                    |
| Hà Nội trái tim hồng                                 | Nguyễn Đức Toàn                                       |              | Mai Hoa                                                                                              |                                                                    |
| Hà Nội trà đá vỉa hè                                 | Đinh Mạnh Ninh                                        | 2012         | Đinh Mạnh Ninh                                                                                       |                                                                    |
| Hà Nội trên tầm cao chiến thắng                      | Tân Huyền                                             |              | Bích Liên                                                                                            |                                                                    |
| Hà Nội trong mắt ai                                  | Văn Vượng                                             |              | Văn Vượng                                                                                            |                                                                    |
| Hà Nội trong tôi                                     | Lương Hải / Nguyễn Thị Thanh Hảo                      |              | Trọng Tấn                                                                                            |                                                                    |
| Hà Nội tuổi thơ em                                   | Lại Quốc Hùng                                         | 2018         | Ngọc Quy                                                                                             |                                                                    |
| Hà Nội và tôi                                        | Lê Vinh                                               |              | Trung Đức, Ngọc Tân                                                                                  |                                                                    |
| Hà Nội và tôi                                        | Trần Thiện Thanh                                      |              | Nhật Trường                                                                                          |                                                                    |
| Hát về ngôi trường xưa                               | Hữu Xuân                                              |              | Nhật Trung                                                                                           |                                                                    |
| Hãy xứng đáng văn hiến là người dân thủ đô           | Lê My                                                 |              | Nam Hải                                                                                              |                                                                    |
| Hoa sữa                                              | Hồng Đăng                                             |              | Thanh Lam, Lê Dung, Hồng Nhung, Thanh Hoa, Lệ Quyên, Nhã Phương...                                   | Nhạc nền bộ phim Hà Nội mùa chim làm tổ (1978)                     |
| Hoa sữa                                              | Hữu Xuân / Nguyễn Phan Hách                           |              | |                                                                    |
| Hồ Gươm chiều thu                                    | An Thuyên                                             |              | Hồng Ngọc                                                                                            |                                                                    |
| Hồ Gươm sáng sớm                                     | Lưu Thiên Hương                                       |              | Hoàng Hải                                                                                            |                                                                    |
| Huế-Sài Gòn-Hà Nội                                   | Trịnh Công Sơn                                        | 1969         | Khánh Ly, Lê Uyên, Miên Đức Thắng, Trịnh Công Sơn, Hồng Nhung, Cẩm Vân,...                           |                                                                    |
| Hướng về Hà Nội                                      | Hoàng Dương                                           |              | Duy Trác, Tuấn Ngọc, Lệ Thu, Cẩm Vân,...                                                             |                                                                    |
| Hướng về nghìn năm Thăng Long                        | Ngô Nguyễn Trần / Tâm Thơ                             | 2010         | Huỳnh Lợi                                                                                            |                                                                    |
| Hùng thiêng Thăng Long                               | Trần Lưu/ Nguyễn Việt Chiến                           | 2012         | Hữu Quang                                                                                            |                                                                    |
| Im lặng đêm Hà Nội                                   | Phú Quang / Phạm Thị Ngọc Liên                        |              | Thanh Lam, Hồng Nhung, Thu Phương, Ngọc Anh, Tấn Minh                                                |                                                                    |
| Khát khao Hà Nội                                     | Trần Hữu Bích                                         |              | Hồng Nhung                                                                                           |                                                                    |
| Khi thành phố lên đèn                                | Thái Cơ                                               |              | Thu Hiền                                                                                             |                                                                    |
| Khu tập thể                                          | KraziNoyze / Novalane                                 |              | KraziNoyze, Novalane                                                                                 |                                                                    |
| Khúc hát người Hà Nội                                | Trần Hoàn                                             |              | Hồ Quỳnh Hương                                                                                       |                                                                    |
| Khúc Romance Hà Nội                                  | Nguyễn Cường                                          |              | Anh Bằng                                                                                             |                                                                    |
| Kỷ niệm mùa thu Hà Nội                               |                                                       |              | Quang Hà                                                                                             |                                                                    |
| Kỷ niệm thành phố tuổi thơ                           | Lưu Hà An                                             |              | 5 Dòng Kẻ                                                                                            |                                                                    |
| Ký ức Hà Nội                                         |                                                       |              | Toàn Nguyễn                                                                                          |                                                                    |
| Lãng đãng chiều đông Hà Nội                          | Phú Quang / Tạ Quốc Chương                            |              | Mỹ Linh, Ngọc Khuê, Tấn Minh                                                                         |                                                                    |
| Lời thề quyết tử (Thủ đô huyết thệ)                  | Lương Ngọc Trác / Lĩnh Nam                            | 1947         | |                                                                    |
| Mãi vẫn là tuổi thơ tôi Hà Nội / Nhớ tuổi thơ Hà Nội | Nguyễn Cường                                          |              | Đức Chính, Ngọc Khuê, Tùng Dương                                                                     |                                                                    |
| Mắt buồn Hà Nội                                      | Thanh trang                                           | 2008         | Tâm Hảo                                                                                              |                                                                    |
| Mơ dạo xuân Hà Nội                                   | Phạm Duy / Thảo Chi                                   | 2004         | Mộng Thủy                                                                                            |                                                                    |
| Mơ về nơi xa lắm                                     | Phú Quang                                             |              | Ngọc Anh, Tấn Minh                                                                                   |                                                                    |
| Mong về Hà Nội                                       | Dương Thụ                                             |              | Hồng Nhung, Mỹ Linh                                                                                  |                                                                    |
| Mối tình đầu                                         | Thế Duy / Nguyễn Phan Hách                            |              | Quý Dương                                                                                            |                                                                    |
| Một chiều gió bấc về                                 | Nguyễn Cường                                          |              | Trọng Tấn                                                                                            |                                                                    |
| Một thoáng Hà Nội và em                              | Hà Vinh / Thanh Bình                                  |              | |                                                                    |
| Một thoáng Tây Hồ / Một thoáng hồ Tây                | Phó Đức Phương                                        |              | Thanh Lam, La Sương Sương, Niels Lan Doky                                                            |                                                                    |
| Mùa hoa Hà Nội nở / Mùa hoa nở                       | Cung Tiến                                             |              | Mai Hương                                                                                            |                                                                    |
| Mưa Sài Gòn mưa Hà Nội                               | Phạm Đình Chương / Hoàng Anh Tuấn                     |              | Ái Vân, Mai Hương, Lê Uyên, Hương Lan,...                                                            |                                                                    |
| Mùa thu Hà Nội                                       | Hoàng Thy                                             |              | Lily Doiron                                                                                          |                                                                    |
| Mùa thu trắng                                        | Trần Tiến                                             |              | Trần Thu Hà                                                                                          |                                                                    |
| Mùa xuân làng lúa làng hoa                           | Ngọc Khuê                                             |              | Thanh Hoa, Trung Anh, Mỹ Lệ, Tố Nga                                                                  |                                                                    |
| Nắng thu Hà Nội                                      |                                                       |              | Công Trứ                                                                                             |                                                                    |
| Này người ơi - Tôi đi... (Con đường cái quan 5)      | Phạm Duy                                              | 1960         | Thái Thanh - Duy Khánh, Ban Ngàn Khơi                                                                |                                                                    |
| Ngẫu hứng phố                                        | Trần Tiến                                             |              | Trần Thu Hà, Hà Anh Tuấn                                                                             |                                                                    |
| Ngẫu hứng sông Hồng                                  | Trần Tiến                                             |              | Hồng Nhung, Quang Vinh, Phương Thanh, Thanh Lam, Phạm Anh Khoa, Tam ca 3A, Khánh Linh                |                                                                    |
| Nghìn năm Thăng Long                                 | Ngô Nguyễn Trần / Tâm Thơ                             | 2010         | Lê Nam Khánh                                                                                         |                                                                    |
| Người em Hà Nội                                      | Hoàng Thi Thơ                                         |              | Khánh Ly                                                                                             |                                                                    |
| Người Hà Nội                                         | Nguyễn Đình Thi                                       | 1947         | Lê Dung, Trọng Tấn, Cao Minh, Ánh Tuyết                                                              |                                                                    |
| Nhớ em Hà Nội                                        | Song Ngọc                                             |              | Vũ Khanh                                                                                             |                                                                    |
| Nhớ mãi Hà Nội ơi                                    | Đỗ Văn Phúc                                           |              | Phúc Tiệp                                                                                            |                                                                    |
| Nhớ mùa đông Hà Nội                                  | KraziNoyze / Novalane                                 |              | KraziNoyze, Novalane                                                                                 |                                                                    |
| Nhớ mùa thu Hà Nội                                   | Trịnh Công Sơn                                        |              | Tuấn Ngọc, Vũ Khanh, Hồng Nhung, Thanh Hà                                                            |                                                                    |
| Nhớ sắc hoa Hà Nội                                   | Thang Nga / Hoài An                                   |              | |                                                                    |
| Nhớ thành phố hoa đào                                | Phan Long                                             |              | Hồng Nhung                                                                                           |                                                                    |
| Nhớ về Hà Nội                                        | Hoàng Hiệp                                            |              | Hồng Nhung, Lệ Thu, Ánh Tuyết, Mỹ Tâm, Văn Mai Hương                                                 |                                                                    |
| Những mùa đông yêu dấu                               | Đỗ Bảo                                                |              | Tấn Minh                                                                                             |                                                                    |
| Nỗi lòng người đi                                    | Anh Bằng                                              |              | Vũ Khanh, Tuấn Ngọc, Khánh Hà,...                                                                    |                                                                    |
| Nỗi nhớ mùa đông                                     | Phú Quang                                             |              | Hồng Nhung, Ngọc Tân, Ngọc Anh, Tấn Minh                                                             |                                                                    |
| Nồng nàn Hà Nội                                      | Nguyễn Đức Cường                                      |              | Nguyễn Đức Cường, M4U, Hoàng Hải, Ngọc Khuê                                                          |                                                                    |
| Phật giáo Việt Nam và nghìn năm Thăng Long           | Ngô Nguyễn Trần / Tâm Thơ                             | 2010         | Hoàng Hiệp                                                                                           |                                                                    |
| Phố cổ                                               | Nguyễn Duy Hùng                                       |              | Thùy Chi, Hồng Nhung                                                                                 |                                                                    |
| Phố cũ của tôi                                       | Phú Quang                                             |              | Tấn Minh                                                                                             |                                                                    |
| Phố nghèo                                            | Trần Tiến                                             |              | Trần Thu Hà, Quang Hà, Hồng Mơ                                                                       |                                                                    |
| Phố mưa Hà Nội                                       | Hồng Hà                                               |              | |                                                                    |
| Phố xưa                                              | Tố Nga                                                |              | Song Giang                                                                                           |                                                                    |
| Quê xa                                               | Mai Vinh                                              |              | Lê Anh Dũng                                                                                          |                                                                    |
| Rét đầu mùa                                          | Lê Minh Sơn                                           |              | Thanh Lam, Hoàng Quyên                                                                               |                                                                    |
| Sài Gòn Hà Nội                                       | Lưu Thiên Hương                                       |              | Quang Anh                                                                                            |                                                                    |
| Sẽ về thủ đô                                         | Huy Du                                                |              | Đức Tuấn                                                                                             |                                                                    |
| Tên lửa ta đánh rất hay                              | Huy Thục                                              |              | Bích Liên, Tường Vi                                                                                  | Nhạc nền phim tài liệu "Hà Nội ta đánh Tây giỏi, đánh Mỹ càng hay" |
| Thao thức                                            | Nguyễn Lê Tâm / Nguyễn Đăng Luận                      |              | Tạ Quang Thắng                                                                                       |                                                                    |
| Tháng năm hoa loa kèn                                | Hữu Xuân                                              |              | Nhật Trung                                                                                           |                                                                    |
| Thăng Long - Hà Nội đẹp mãi nghìn năm                | Nguyễn Hữu Đào                                        |              | Đặng Minh Hải                                                                                        |                                                                    |
| Thăng Long hành khúc ca                              | Văn Cao / Đỗ Hữu Ích                                  | 1942         | |                                                                    |
| Thăng Long huyền thoại                               | DJ 28 mix                                             |              | DJ 28                                                                                                |                                                                    |
| Thăng Long mùa xuân đại thắng                        | Nguyễn Văn Hiên                                       |              | Đức Tuấn                                                                                             |                                                                    |
| Thăng Long nghìn năm                                 | Trần Quang                                            |              | Huỳnh Lợi                                                                                            |                                                                    |
| Thành thị                                            | Nguyễn Duy Hùng                                       |              | Thùy Chi                                                                                             |                                                                    |
| Thu Hà Nội                                           | Mr.T, Yanbi                                           |              | Mr.T, Yanbi                                                                                          |                                                                    |
| Thư Hà Nội                                           | Nguyễn Vĩnh Tiến                                      |              | Thuỳ Chi, Hồng Nhung                                                                                 |                                                                    |
| Thư pháp                                             | Nguyễn Duy Hùng                                       |              | Ngọc Khuê, Đan Trường                                                                                |                                                                    |
| Tiến về Hà Nội                                       | Văn Cao                                               | 1949         | Hợp ca                                                                                               |                                                                    |
| Tiếng bước trên đường khuya                          | Phạm Duy                                              | 1947         | Khánh Ly                                                                                             |                                                                    |
| Tiếng nói Hà Nội                                     | Văn An                                                | 1960         | Văn Vượng, Đăng Dương                                                                                |                                                                    |
| Tiếng sông Hồng (Hội trùng dương 1)                  | Phạm Đình Chương                                      |              | Thái Thanh, Ban Thăng Long, Thanh Lan, Ánh Tuyết, Thiên Kim, Anh Bằng, Đức Tuấn...                   |                                                                    |
| Tìm em                                               | Đoàn Bổng / Hùng Anh                                  |              | Trọng Tấn                                                                                            |                                                                    |
| Tìm Hà Nội                                           | Ngô Hồng Quang                                        |              | Ngô Hồng Quang                                                                                       |                                                                    |
| Tình yêu Hà Nội                                      | Hoàng Vân                                             |              | Trọng Tấn, Ngọc Châu                                                                                 |                                                                    |
| Tôi đi từ lúc trăng tơ                               | Phạm Duy                                              |              | Trần Ngọc                                                                                            |                                                                    |
| Tôi muốn mang Hồ Gươm đi                             | Phú Quang / Trần Mạnh Hảo                             |              | Ngọc Anh, Tấn Minh                                                                                   |                                                                    |
| Tôi xưa nay Hà Nội                                   | Vũ Cát Tường, Hồng Nhung                              |              | Hồng Nhung, Vũ Cát Tường                                                                             |                                                                    |
| Trăng phố                                            | Tố Nga                                                |              | Thanh Thúy                                                                                           |                                                                    |
| Trôi vào đêm Hà Nội                                  | Lê Đăng Khoa                                          |              | Nguyên Thảo                                                                                          |                                                                    |
| Trở lại đô thành                                     | Tô Hải                                                | 1947         | Lê Dung                                                                                              |                                                                    |
| Trong tôi Hà Nội                                     | Nguyễn Thắng                                          |              | Tạ Quang Thắng                                                                                       |                                                                    |
| Trời Hà Nội xanh                                     | Văn Ký                                                |              | Hồ Quỳnh Hương, Hồ Trung Dũng                                                                        |                                                                    |
| Trời xuân Hà Nội                                     | Bùi Hè                                                |              | Trang Nhung                                                                                          |                                                                    |
| Truyền thuyết hồ Gươm                                | Hoàng Phúc Thắng                                      |              | Trung Đức, Đăng Dương                                                                                |                                                                    |
| Trường chinh ca                                      | Lương Ngọc Trác / Lê Minh                             |              | |                                                                    |
| Trường khúc Thăng Long nghìn năm lịch sử             | Ngô Nguyễn Trần / Tâm Thơ                             | 2010         | Hợp ca                                                                                               |                                                                    |
| Truyền thuyết Hồ Gươm                                | Hoàng Phúc Thắng                                      |              | Đăng Dương                                                                                           |                                                                    |
| Tự khúc Hà Nội                                       |                                                       |              | Toàn Nguyễn                                                                                          |                                                                    |
| Từng con đường, từng góc phố                         | KraziNoyze / Novalane                                 |              | KraziNoyze, Novalane                                                                                 |                                                                    |
| Về giữa phố xưa                                      | Tố Nga                                                |              | Hồ Quỳnh Hương                                                                                       |                                                                    |
| Xa em mùa thu Hà Nội                                 |                                                       |              | Elvis Phương                                                                                         |                                                                    |
| Hà Nội cũ                                            | Nguyễn Thành Trung                                    |              | Mai Diệu Ly                                                                                          |                                                                    |
| Xẩm bốn mùa hoa Hà Nội                               | Nguyễn Quang Long / Hồ Điệp                           |              | Xẩm Hà Nội                                                                                           |                                                                    |
| Xuân Hà Nội                                          | Giáng Son                                             |              | 5 Dòng Kẻ                                                                                            |                                                                    |
| Yêu em Hà Nội                                        | Nguyễn Đình Nguyên                                    | 1993         | Quang Dũng, Hồng Nhung                                                                               |                                                                    |
| Yêu cọ cọ cháy                                       | Nguyễn Thắng                                          |              | Y Vol                                                                                                |                                                                    |
| Yêu thủ đô phải yêu nhà máy                          | Xuân Giao                                             |              | |                                                                    |
| Hà Nội nhớ ai                                        | Lê Thống Nhất                                         | 2020         | Xuân Huyền                                                                                           |                                                                    |
| Một Hà Nội của tôi                                   | Lê Thống Nhất                                         | 2019         | Tuấn Dương                                                                                           |                                                                    |